# Versus (film, 2019)
Pour les articles homonymes, voir Versus.
Pour plus de détails, voir Fiche technique et Distribution.
Versus est un film à suspense français réalisé par François Valla, sorti en 2019.

## Synopsis
Après une violente agression, Achille, un adolescent parisien, est envoyé au bord de la mer pour surmonter le traumatisme et se remettre. Pendant ces vacances, il fait la rencontre d'un autre jeune, Brian, animé par la colère. 

## Fiche technique
- Titre original : Versus
- Réalisation : François Valla
- Scénario : François Valla, Erwan Augoyard, Nicolas Journet et Sophie Kovess-Brun
- Décors :
- Costumes : Charlotte Pecquenard
- Photographie : Tristan Tortuyaux
- Montage : Walter Mauriot
- Musique : Benoît de Villeneuve et Benjamin Morando
- Production :
- Sociétés de production : Playground Films
- Société de distribution : Wayna Pitch
- Pays d'origine :  France
- Langue originale : français
- Format : couleur
- Genre : Thriller
- Durée : 80 minutes
- Dates de sortie :
  -  France : 8 mai 2019

## Distribution
- Jérémie Duvall : Achille
- Jules Pélissier : Brian
- Lola Le Lann : Léa
- Karidja Touré : Camille
- Matilda Marty : Noémie
- Victor Belmondo : Kevin
- Benjamin Baffie : Gabriel
- Michaël Cohen : le dermatologue, père de Léa
- Rani Bheemuck : Kali
- Coralie Ledoux

## Sortie vidéo
Le film sort en DVD et VOD le 2 octobre 2019